# Fraxinus ornus
O freixo-do-maná ou freixo-de-flor, Fraxinus ornus, é uma espécie de Fraxinus nativa do sul da Europa e do sudoeste da Ásia, desde a Espanha e a Itália até à Áustria e à República Checa e a leste pelos Balcãs, Turquia e Síria ocidental até ao Líbano e à Arménia.